# Олимпийская эмблема
Олимпи́йская эмбле́ма — часть олимпийской символики.

## Официальная олимпийская эмблема
Официальная олимпийская эмблема состоит из:
- олимпийского символа — пять переплетённых колец синего, жёлтого, чёрного, зелёного и красного цветов на белом фоне. Разработан этот символ самим основателем современных Олимпийских Игр бароном Пьером де Кубертеном в 1913 году. Идея была им взята из изображений подобных колец на древнегреческих предметах. По версии де Кубертена, кольца олицетворяют единство пяти континентов и встречу спортсменов всего мира на Олимпийских играх, символизируют 5 населённых частей мира, которые желают участвовать в Олимпийском движении и принимают здоровую спортивную конкуренцию. При этом изначально не высказывалась привязка цветов колец к определённым континентам[1].
- олимпийского девиза лат. Citius, Altius, Fortius («быстрее, выше, сильнее»).

## Официальные эмблемы национальных олимпийских комитетов
Национальные олимпийские комитеты имеют собственные официальные эмблемы, которые представляют собой сочетание олимпийского символа с каким-либо национальным отличительным знаком, большей частью с элементами государственной геральдики. Например, в эмблеме Олимпийского комитета России (ОКР) — государственный флаг РФ.

## Официальные эмблемы Олимпийских игр
Официальную эмблему Олимпийских игр составляют олимпийский символ и символ олимпийского города или государства, где проводятся очередные Игры, или какое-либо другое изображение, на ней могут быть указаны год и место проведения Игр. Некоторые историки считают, что первая эмблема появилась на Играх 1932 года в Лос-Анджелесе, другие полагают более правильным, что первая эмблема появилась в 1936 на Играх в Берлине.

### Эмблемы Игр Олимпиады
| Олимпийские игры             | Город          | Эмблема | Описание |
| Летние Олимпийские игры 1932 | Лос-Анджелес   |         | Состоит из флага США, представленного в форме щита, с Олимпийскими кольцами, Олимпийским девизом и оливковой ветвью, символом победы, на переднем плане. |
| Летние Олимпийские игры 1936 | Берлин         |         | Представляет собой колокол, на котором расположены Олимпийские кольца с немецким орлом на них. На краю колокола — надпись нем. Ich rufe die Jugend der Welt! (с нем. — «Я призываю молодёжь мира!»). Колокол, наряду с Олимпийскими кольцами, Олимпийским огнём и Олимпийской клятвой, стал значимым символом Летних Олимпийских игр 1936 года. |
| Летние Олимпийские игры 1948 | Лондон         |         | Состоит из изображения Вестминстерского дворца с часовой башней «Биг-Бен». Стрелки часов показывают 4 часа — время, на которое было запланировано открытие игр. На переднем плане расположены Олимпийские кольца. По замыслу организаторов игр эмблема должна была быть типично-английской, но при этом иметь значение не только для поколения того времени, но и для будущих поколений. |
| Летние Олимпийские игры 1952 | Хельсинки      |         | Была составлена из башни стадиона с Олимпийскими кольцами сверху. Её носили во время Олимпийских игр как отличительный знак официальный лица и VIP-гости. |
| Летние Олимпийские игры 1956 | Мельбурн       |         | Состоит из контура Австралии, поверх которого изображены факел и Олимпийские кольца. В нижней части — надпись «МЕЛЬБУРН 1956», обрамлённая по обеим сторонам лавровыми ветвями. |
| Летние Олимпийские игры 1960 | Рим            |         | Состоит из Олимпийских колец, даты — 1960, записанной римскими цифрами, и изображения Капитолийской волчицы, кормящей младенцев Ромула и Рема — легендарных основателей Рима. |
| Летние Олимпийские игры 1964 | Токио          |         | Состоит из Олимпийских колец и изображения флага Японии, символизирующего восходящее солнце. Автор — Юсаку Камекура (яп. Yusaku Kamekura), чей проект был выбран Организационным комитетом из множества других. |
| Летние Олимпийские игры 1968 | Мехико         |         | Представляет собой комбинацию пяти Олимпийских колец и надписи MEXICO68. Над дизайном эмблемы работали 3 художника: Педро Рамирес Васкес — мексиканский архитектор и Президент Организационного комитета по проведению Олимпийских игр 1968 года, Эдуардо Террасас (Мексика) и Ланс Ваймен (США). Дизайн эмблемы напоминает узоры индейцев Уичоли. |
| Летние Олимпийские игры 1972 | Мюнхен         |         | Эмблема изображает корону лучей света и символизирует дух Олимпийских игр в Мюнхене — свет, свежесть, благородство, выраженные в дизайне «Сияющий Мюнхен». Автор — Отто Айхер, чей проект был выбран из более чем 2000 представленных на конкурс проектов. |
| Летние Олимпийские игры 1976 | Монреаль       |         | Состоит из Олимпийских колец, установленных на олимпийском пьедестале, который, кроме того, является графической интерпретацией буквы «М» — первой буквы в слове «Монреаль». Эмблема символизирует всеобщее братство как Олимпийский идеал, а также славу победителей, вежливость в состязаниях, а также присоединение Монреаля к ряду Олимпийских городов. |
| Летние Олимпийские игры 1980 | Москва         |         | Была создана Владимиром Арсентьевым. Состоит из Олимпийских колец, над которыми расположены параллельные линии, сливающиеся в пирамиду, и пятиконечная звезда, символизирующие Московский Кремль. |
| Летние Олимпийские игры 1984 | Лос-Анджелес   |         | Звезда — универсальный символ самых высоких устремлений человечества, горизонтальные полосы символизируют скорость, с которой участники стремятся к совершенству, троекратное повторение формы звезды символизирует дух соперничества между равными друг другу по физической форме участниками. Цвета — синий, белый и красный были от части выбраны, исходя из их традиционного значения в присуждении премий за первое, второе и третье места. |
| Летние Олимпийские игры 1988 | Сеул           |         | В основу эмблемы положен Сам-Тэгук — традиционный корейский узор и графический образ, символизирующий Корею. Этот узор широко используется в качестве украшения на веерах, воротах дома в корейском стиле, памятниках материальной культуры и в народных ремёслах. Эмблема изображает движение узора в двух направлениях — центростремительном и центробежном; центростремительное движение представляет людей со всего мира, собравшихся в Корее, символизируя тем самым мировую гармонию, в то время как центробежное представляет движение человека вперёд в поисках счастья и процветания. |
| Летние Олимпийские игры 1992 | Барселона      |         | На официальная эмблеме, разработанной дизайнером из Барселоны Хосе М. Триас, изображена фигура человека, перепрыгивающего препятствие, в роли которого выступают Олимпийские кольца. В дизайне использованы простые линии, упрощающие образ человека до трёх деталей: головы (синего цвета, символизирующего Средиземное море), рук (широко раскрытые в знак гостеприимства жёлтого цвета, цвета солнца) и ног (ярко-красного цвета). |
| Летние Олимпийские игры 1996 | Атланта        |         | На эмблеме изображён факел, основу которого составляют стилизованные под классическую греческую колонну Олимпийские кольца и цифра 100, говорящая о столетней годовщине Олимпийских игр. Языки пламени факела постепенно превращаются в идеальные звёзды, символизирующие стремление каждого спортсмена к совершенству. Использованный в эмблеме золотой цвет символизирует золотые медали; зелёный цвет — лавровые ветви, венки из которых надевали победители античных времён, а также славу Атланты как Города деревьев.                                                                    |
| Летние Олимпийские игры 2000 | Сидней         |         | На эмблеме с помощью типичных австралийских форм и цветов изображена фигура спортсмена-факелоносца. Бумеранги и условные изображения солнца и гор вместе с цветами, символизирующими порты, пляжи и красное пространство внутри континента напоминают об уникальности австралийских пейзажей и коренных жителей Австралии. Дым от Олимпийского факела над головой спортсмена напоминает также силуэт Сиднейского оперного театра. |
| Летние Олимпийские игры 2004 | Афины          |         | Эмблема представляет собой венок из ветвей оливкового дерева или котинос. Эта эмблема — обращение к античным Олимпийским играм, где венок был официальной наградой олимпийских чемпионов. Кроме того, оливковое дерево было священным деревом Афин. В эмблеме использованы белый и синий — цвета греческого флага. |
| Летние Олимпийские игры 2008 | Пекин          |         | Эмблема Олимпийских игр 2008 года под названием англ. Chinese Seal-Dancing Beijing (с англ. — «Танцующий Пекин») изображает в виде традиционной китайской печати бегущего человека. Человек, изображение которого напоминает китайский иероглиф «цзин» — Пекин, танцует с распростёртыми руками, приглашающий всех в гости. |
| Летние Олимпийские игры 2012 | Лондон         |         | Изображение состоит из четырёх частей в виде неправильных многоугольников, которые символизируют цифры года Олимпиады — «2», «0», «1», «2». В одну из частей включено слово London, а в другую — изображение олимпийских колец. Эмблема доступна в четырёх цветовых вариантах: синем, зелёном, оранжевом и жёлтом. |
| Летние Олимпийские игры 2016 | Рио-де-Жанейро |         | Эмблема представляет собой трех стилизованных человек синего, зелёного и жёлтого цветов, взявшихся за руки. Под этим теперь надпись Rio 2016 и олимпийская эмблема. |
| Летние Олимпийские игры 2020 | Токио          |         | Эмблема в форме кольца цвета индиго с шахматным рисунком. Проект призван «выразить утонченную элегантность и изысканность», примером чего является Япония. |

### Эмблемы зимних Олимпийских игр
| Олимпийские игры             | Город               | Эмблема | Описание |
| Зимние Олимпийские игры 1932 | Лейк-Плэсид         |         | На переднем плане изображён трамплин. Фоном служит карта США с отмеченным на ней Лейк-Плэсидом. |
| Зимние Олимпийские игры 1936 | Гармиш-Партенкирхен |         | Состоит из Олимпийских колец и Альпийской вершины Гармиш-Партенкирхена с лыжнёй, уходящей в горы, на заднем плане. По кругу расположена надпись нем. IV. OLYMPISCHE WINTERSPIELE 1936 GARMISCH-PARTENKIRCHEN («IV Зимние Олимпийские игры 1936 Гармиш-Партенкирхен»). |
| Зимние Олимпийские игры 1948 | Санкт-Мориц         |         | Первые Зимние Олимпийские Игры после Второй мировой войны вновь принимал швейцарский Санкт-Мориц. Эмблемой этих игр служило восходящее солнце, как символ возрождения мира и величия спорта. |
| Зимние Олимпийские игры 1952 | Осло                |         | Была выбрана по результатам открытого конкурса из 335-и проектов. В центре круглой эмблемы — Олимпийские кольца на фоне силуэта Городской новой ратуши города Осло. На внешней границе — надпись норв. DE VI. OLYMPISKE VINTERLEKER OSLO 1952 (VI Зимние Олимпийские игры Осло 1952). |
| Зимние Олимпийские игры 1956 | Кортина д'Ампеццо   |         | Представляет собой стилизованную снежинку, в центре которой — Олимпийские кольца, увенчанные звездой. Эмблема напоминает эмблему итальянского Национального олимпийского комитета. После появления эмблемы также был разработан сайт города, принимающего Олимпийские игры. Эта эмблема была выбрана из 86-и проектов, представленных 79-ю художниками. Первый приз разделили миланский художник Франко Рондинелли и художник из Генуи Бонилаури.                                                         |
| Зимние Олимпийские игры 1960 | Скво-Велли          |         | Состоит из трёх треугольников (синего, красного и жёлтого цветов) и Олимпийских колец. Треугольники накладываются друг на друга, создавая образ звезды или снежинки. |
| Зимние Олимпийские игры 1964 | Инсбрук             |         | На эмблеме изображён герб города Инсбрук, представляющий собой изображение моста через реку Инн, которая дала городу его имя. Мост и Олимпийские кольца символизируют связь между разными народами и узы дружбы, связывающие молодых спортсменов всех наций. |
| Зимние Олимпийские игры 1968 | Гренобль            |         | Содержит изображение снежинки, окружённой тремя красными розами (символ Гренобля), и белых Олимпийских колец. Вокруг изображения — слова англ. X Olympic Winter Games — Grenoble 1968 («X Зимние Олимпийские Игры — Гренобль 1968»). |
| Зимние Олимпийские игры 1972 | Саппоро             |         | Свои проекты эмблемы предложили 8 ведущих японских дизайнеров, но в качестве официальной эмблемы Зимних Олимпийских игр в Саппоро был выбран проект Кацумасы Нагаи ( (яп.) Kazumasa Nagai). Эмблема представляет собой комбинацию из трёх самостоятельных элементов: - Олимпийские кольца и надпись Sapporo ’72. |
| Зимние Олимпийские игры 1976 | Инсбрук             |         | Эмблема повторяет эмблему Зимних Олимпийских игр 1964 года. На эмблеме также изображён герб города Инсбрук, представляющий собой изображение моста через реку Инн, которая дала городу его имя. Мост и Олимпийские кольца символизируют связь между разными народами и узы дружбы, связывающие молодых спортсменов всех наций, для которых Инсбрук вновь стал местом встречи в 1976 году. |
| Зимние Олимпийские игры 1980 | Лейк-Плэсид         |         | Линии справа («шевроны») изображают горы вокруг места проведения Олимпийских игр. Слева их продолжают вертикальные линии, стилизованные под ионическую колонну, которая служит напоминанием об античных Олимпийских играх. Зубцы на вершине колонны переходят в изображение Олимпийских колец, словно выходящих из верхней части колонны. Этот зубец символизирует двойной Олимпийский факел — напоминание об играх, уже проведённых в Лейк-Плэсиде в 1932 году.                                          |
| Зимние Олимпийские игры 1984 | Сараево             |         | Состоит из Олимпийских колец и расположенного под ними изображения снежинки, стилизованного под традиционную вышивку места проведения игр. |
| Зимние Олимпийские игры 1988 | Калгари             |         | Состоит из стилизованной снежинки, расположенной над Олимпийскими кольцами. Эмблема также представляет собой стилизованный кленовый лист, являющийся национальной эмблемой Канады, и, кроме того, состоит из начертаний букв «С» - начальных букв в словах Канада и Калгари (англ. Canada и Calgary). |
| Зимние Олимпийские игры 1992 | Альбервиль          |         | Состоит из изображения Олимпийского огня, стилизованного под флаг Савойи. |
| Зимние Олимпийские игры 1994 | Лиллехамер          |         | На эмблеме изображены полярное сияние, Олимпийские кольца, снежинки и надпись Lillehammer '94. Полярное сияние — явление, типичное для Норвегии с её северным расположением; оно ассоциируется с силой, большим напряжением и драматическим зрелищем. |
| Зимние Олимпийские игры 1998 | Нагано              |         | Представляет собой цветок, каждый лепесток которого является изображением спортсмена-представителя одного из зимних видов спорта. Также может рассматриваться как снежинка — символ зимних Олимпийских игр. Это изображение также напоминает о горных цветах, делая тем самым акцент на бережном отношении к окружающей среде. Эмблема получила название «Снежный цветок». Динамка этого яркого и красочного изображения стала символом атмосферы энтузиазма, в которой проходили игры, и их великолепие. |
| Зимние Олимпийские игры 2002 | Солт-Лейк-Сити      |         | Жители штата Юта выразили желание, чтобы в эмблеме нашли отражение разнообразие природы штата и культурное разнообразие, а также олимпийский дух. Эмблема была утверждена по результатам конкурса, на который было представлено более 1200 проектов. Официальная эмблема представляет собой стилизованное изображение снежинки, окрашенной в яркие цвета: жёлтый, оранжевый и синий, символизирующих разнообразие пейзажей Юты, от засушливых пустынь до заснеженных гор.                                 |
| Зимние Олимпийские игры 2006 | Турин               |         | Эмблема изображает силуэт Моле Антонеллиана, переходящий в изображение горы в ледяных кристаллах, где белый снег встречается с синим небом. Кристаллы складываются в сеть, сеть новых технологий и вечного Олимпийского единства. |
| Зимние Олимпийские игры 2010 | Ванкувер            |         | На эмблеме изображена статуя-инукшук по имени Иланаак, что в переводе с языка инуктитут означает «друг». Изображение было взято со статуи, стоящей на берегу Английского залива в Ванкувере. Зелёный, синий и голубой цвета символизируют леса, горы и океан, красный означает цвет кленового листа, расположенного на флаге Канады, а жёлтый — цвет восходящего солнца. |
| Зимние Олимпийские игры 2014 | Сочи                |         | Эмблема состоит из зеркально отражающихся элементов SOCHI и 2014, что символизирует отражение вершин Кавказских гор в Чёрном море. Наличие доменной приставки .ru символизирует одновременно и национальную принадлежность места проведения игр, и инновационный подход к организации и проведению игр. Затем правее стоит олимпийская эмблема. |
| Зимние Олимпийские игры 2018 | Пхёнчхан            |         | Эмблема состоит из первых слогов корейского слова: 평창 (Pyeongchang), стилизованных под корейский национальный дом, символизируя Корею и снежинки, которая обозначает зиму. Кроме того эмблема украшена в олимпийские цвета. |